# Майзенхайм
Майзенхайм (на немски: Meisenheim) е град в Рейнланд-Пфалц, Германия, с 2927 жители (2015).
Споменат е за пръв път в документ през 1154 г. и получава права на град 1315 г.